# Balčytis
Balčytis ist ein litauischer männlicher Familienname.

## Herkunft
Der Familienname ist ein Hypokoristikum. Er wurde vom litauischen Familiennamen Balčius abgeleitet (lit. balta, dt. weiß).

## Weibliche Formen
- Balčytytė (ledig)
- Balčytienė (verheiratet)

## Namensträger
- Algirdas Balčytis (1948–2016), Politiker, Bürgermeister von Šilutė
- Zigmantas Balčytis (* 1953), Politiker, Ministerpräsident, Finanz- und Verkehrsminister